# Slavonsko-baranjska hrvatska stranka
Slavonsko-baranjska hrvatska stranka (SBHS) bila je regionalistička politička stranka u Hrvatskoj, koja je djelovala na području Slavonije.
Osnovana je početkom 1990-ih, a u Hrvatski sabor prvi put je ušla na izborima 1995. godine, kao dio velike koalicije predvođene HSS-om. Nakon toga je najčešće bila u koaliciji sa SDP-om. Na izborima 2003. koalira s HNS-om i gubi parlamentarnu zastupljenost. Utapa se u HDSSB 2008. godine i prestaje postojati.